# Olof Hjort
Olof Hjort, född 24 december 1888 i Floda församling i Gagnefs kommun, död 23 mars 1981 i Matteus församling i Stockholm, var en svensk skulptör.

## Biografi
Olof Hjort var son till hemmansägaren Olof Hjort och Res Anna Larsson. Han studerade konst vid Tekniska skolan i Stockholm. Han startade sin konstkarriär med att skapa figurframställningar i gips och brons, men övergick på senare år mer till porträttframställning. Han medverkade i Liljevalchs höstsalong 1934 och Sveriges allmänna konstförenings höstutställning på Liljevalchs konsthall 1936 samt i en utställning med Dalakonstnärer samma år och lokal. Han medverkade i samlingsutställningar med Dalarnas konstförening och han var representerad i Borlängeutställningen 1939.
Han var från 1940 gift med Viktoria Malmgren. Olof Hjort begravdes på Stora Tuna kyrkogård.

## Galleri

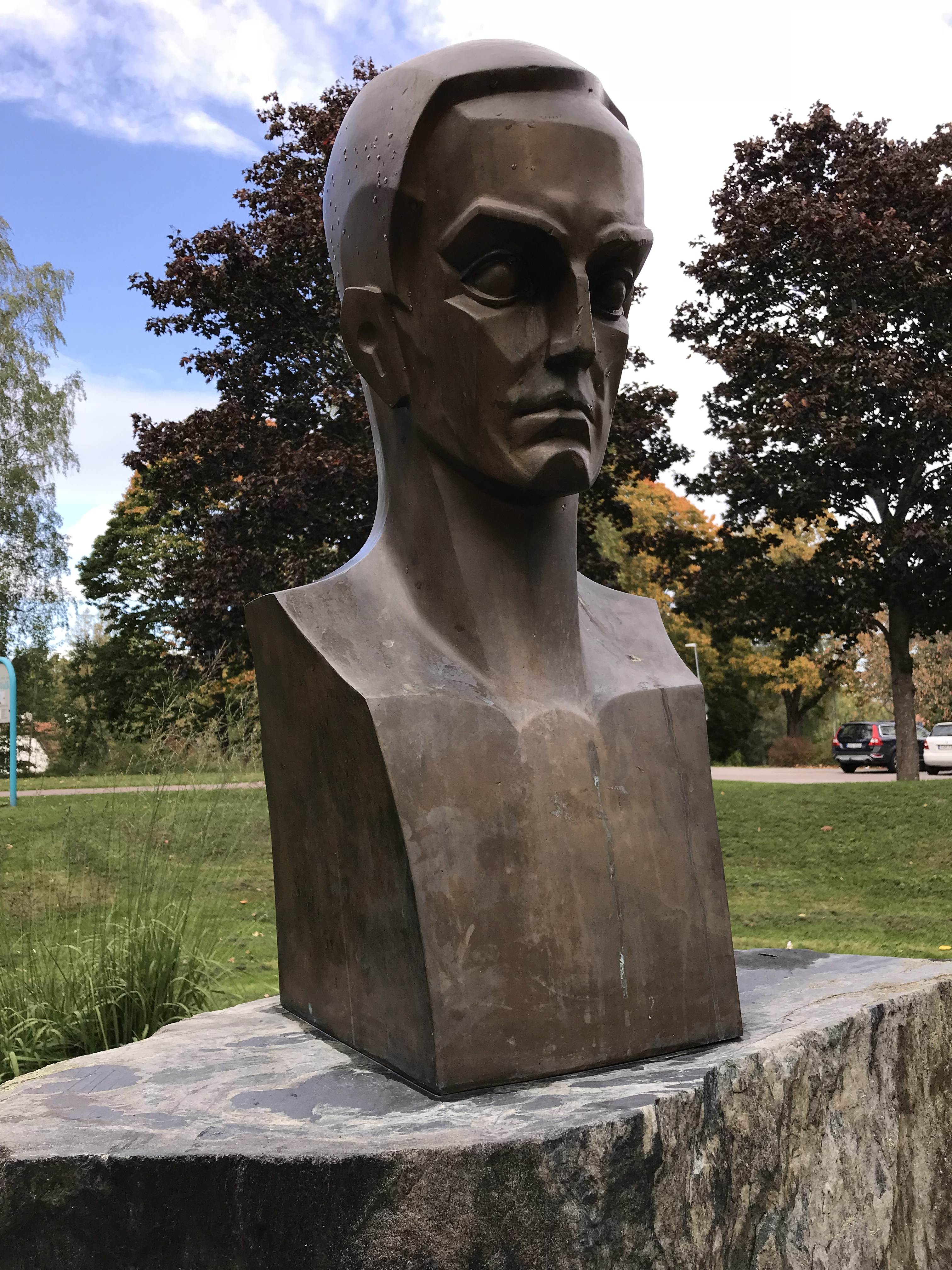
Byst av Dan Andersson i Kyrkparken i Ludvika.
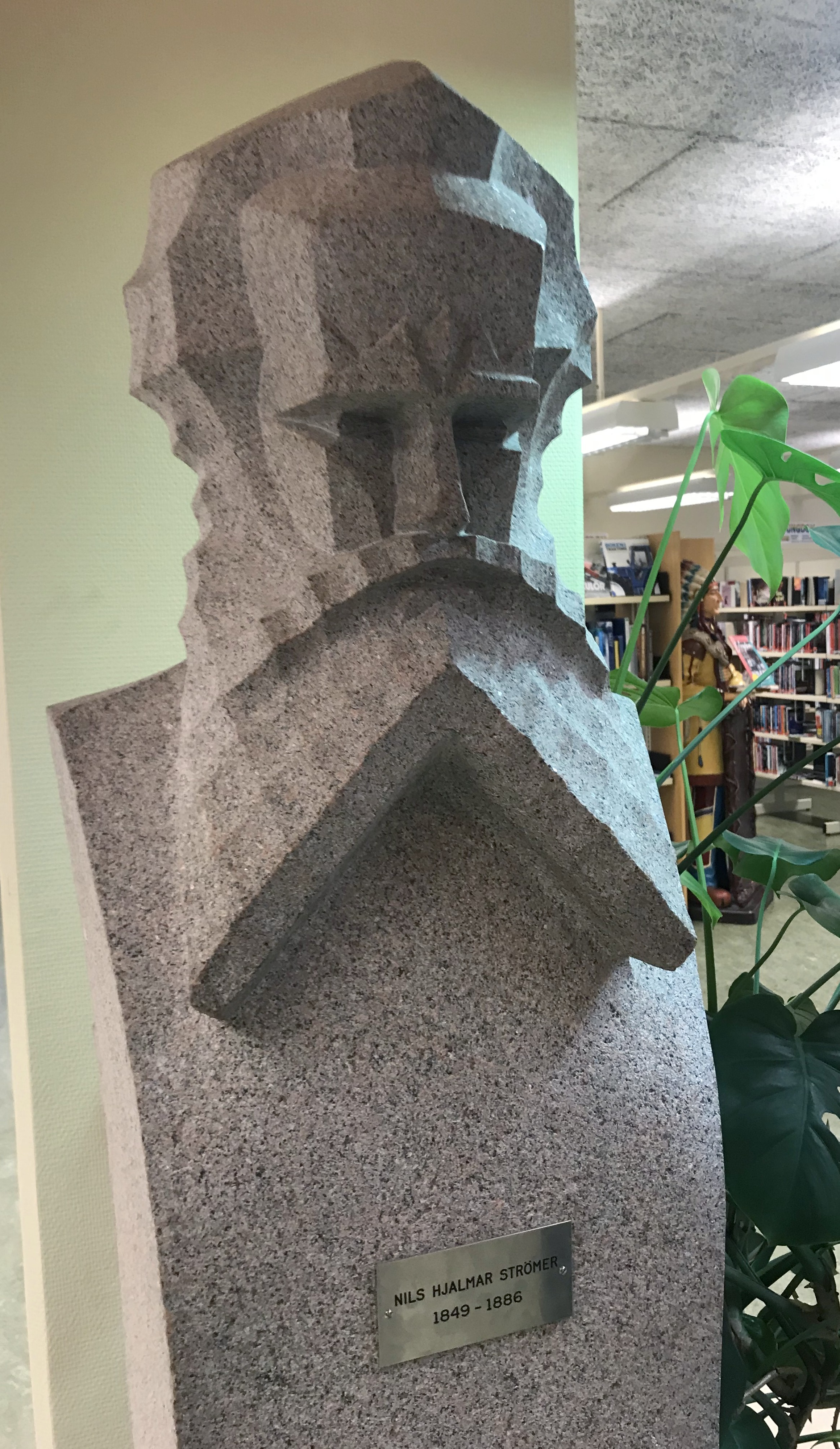
Herm av Hjalmar Strömer i biblioteket i Strömsund.